# Natascha den Ouden
Natascha den Ouden (Galder, 24 januari 1973) is een Nederlands voormalig wielrenster die actief was als veld-, baan- en wegwielrenster. In het veldrijden werd zij viermaal Nederlands kampioen, maar ook in de andere disciplines behaalde zij podiumplaatsen. Na het wielrennen werd ze fysio- en manueel therapeut.
Den Ouden is getrouwd met oud-wielrenner Servais Knaven. Ze leerden elkaar kennen bij de WK Baanwielrennen voor Junioren in Moskou in 1989. Hun dochters Britt, Senne, Mirre en Fee wielrennen ook. Ze rijden voor AG Insurance NXTG, de ontwikkelingsploeg waarvan Den Ouden eigenaar en teammanager is.

## Belangrijkste resultaten

### Veldrijden
| Jaar | NK     |
| ---- | ------ |
| 1988 | Zilver |
| 1989 | Goud   |
| 1990 | Goud   |
| 1991 | Zilver |
| 1992 | Goud   |
| 1993 |        |
| 1994 | Goud   |
| 1995 |        |
| 1996 | Zilver |
| 1997 | Brons  |

### Op de baan
| Jaar | NK                                          | WK                     |
| ---- | ------------------------------------------- | ---------------------- |
| 1989 |                                             | achtervolging (junior) |
| 1990 | achtervolging (junior) puntenkoers (junior) |                        |
| 1991 |                                             |                        |
| 1992 |                                             |                        |
| 1993 |                                             |                        |
| 1994 | achtervolging punterkoers                   |                        |

### Op de weg
| Jaar | NK      |
| ---- | ------- |
| 1992 | tijdrit |
| 1993 | tijdrit |
| 1994 | tijdrit |
| 1995 | tijdrit |